# La Crosse (Kansas)
La Crosse város az USA Kansas államában. Lakosainak száma 1266 fő (2020. április 1.).

## Népesség
A település népességének változása:

| 2010 | 1 342 |
| 2020 | 1 266 |